# Johan Laats
Johan Laats (Wilrijk, 10 januari 1967) is een Belgisch jūdōka. Hij is een voormalig wereldkampioen bij de juniors, Europees kampioen en elfvoudig Belgisch kampioen.

## Biografie
Hij was de derde en meest succesvolle van vier broers (Philip, Stefaan, Johan, Lode) die allen een sportcarrière hadden in het jūdō. Reeds bij de beloften werd hij tweemaal (1983 & 1984) Belgisch kampioen per gewichtsklasse (-75 kg) en eenmaal in Alle Categorieën (1983); nagenoeg dezelfde prestatie herhaalde hij bij de juniores waar hij in 1986 en 1987 Belgisch Kampioen werd in de klasse tot 78 kg, en derde in Alle Categorieën. Zijn meest succesvolle sportjaar als junior was 1986 toen hij wereldkampioen te Rome en zilver won tijdens de Europese kampioenschappen in Wroclaw.
In de nationale ploeg verlengde hij de sterke generatie van Belgische -78 kg jūdōka met o.m. Roger Alen, Carl De Crée, Alain Massart, Marc Vallot, en Eddy Van de Cauter. Vooral de rivaliteit met deze laatste twee was heftig. De hoge verwachtingen van pers, publiek en trainers eisten echter hun tol vooral op zijn mentale sterkte, en in finales en halve finales van belangrijke internationale wedstrijden verloor hij regelmatig van een jūdōka die hij voor het grootste gedeelte van het gevecht of op training had gedomineerd. Zo ook op de Olympische Spelen van 1992 waar hij uiteindelijk slechts vijfde werd na uitschakeling door de latere winnaar en:Yoshida Hidehiko 吉田秀彦; die van 1996 in Atlanta waren een volledige afknapper. Na een reeks tweede en derde plaatsen op de Europese Kampioenschappen bij de seniores won hij uiteindelijk in 1997 voor eigen publiek goud. Daarna trok hij zich terug als actieve wedstrijd-jūdōka.
Na zijn wedstrijdcarrière probeerde hij het een tijdlang als jūdō-trainer. Reeds sinds 1989 had hij in zijn thuisclub Mixed Martial Arts-atlete Cindy Dandois onder zijn hoede. Vervolgens was hij gedurende een 4-tal jaren een van de jūdō-trainers aan de Antwerpse Topsportschool, met gemengde resultaten.
In juni 2003 behaalde Laats op 36-jarige leeftijd de graad van 6de dan, en later behaalde hij ook het diploma van Trainer B bij de Vlaamse Trainerschool (VTS)
Daarna verdween Laats nagenoeg volledig uit het jūdō en beroepshalve werd hij portier bij een aantal discotheken in het Leuvense. Inmiddels vader van twee kinderen ruilde hij in 2009 deze job in voor een baan als laborant.

## Palmares

### Wereldkampioenschappen (individueel)
- 1991:  Barcelona - klasse tot 78 kg
- 1986:  Rome - klasse tot 78 kg (juniors)

### Europese kampioenschappen (individueel)
- 1997:  Oostende - klasse tot 78 kg
- 1995:  Birmingham - klasse tot 78 kg
- 1994:  Gdansk - klasse tot 78 kg
- 1993:  Athene - klasse tot 78 kg
- 1991:  Praag - klasse tot 78 kg
- 1987:  Wroclaw - klasse tot 78 kg (juniors)
- 1986:  Leonding - klasse tot 78 kg (juniors)

### Europese kampioenschappen (team)
- 1991:  ‘s Hertogenbosch
- 1988:  Visé